# Giorgia Palmas
 (septembre 2012).
Si vous disposez d'ouvrages ou d'articles de référence ou si vous connaissez des sites web de qualité traitant du thème abordé ici, merci de compléter l'article en donnant les références utiles à sa vérifiabilité et en les liant à la section « Notes et références ».
Pour les articles homonymes, voir Palmas.
Giorgia Palmas est une actrice et animatrice de télévision italienne, née le 5 mars 1982 à Cagliari en Sardaigne.

## Carrière
La carrière de Giorgia débute en 2000, lorsqu'elle remporte la seconde place au concours Miss Monde juste derrière l'Indienne Priyanka Chopra, puis elle devient Miss World Europe la même année.
En 2002, elle remporte le show télévisé Veline (it) aux côtés d'Elena Barolo (it), une autre personnalité italienne. Elle devient alors coprésentatrice de Striscia la Notizia, une émission satirique sur l'actualité, lui conférant ainsi beaucoup de popularité.
En 2004, après avoir quitté Striscia la notizia, elle anime l'édition estivale de l'émission Lucignolo (it), toujours en collaboration avec Elena Barolo. En septembre 2004, elle devient l'égérie de la marque de lingerie Cotton Club.
En 2005, elle est choisie pour apparaître dans le magazine masculin Max.
En 2011, elle gagne la huitième édition de L'isola dei famosi, l'équivalent italien du jeu Koh-Lanta.
En 2008, elle joue le rôle de la voisine dans Buona la prima, une improvisation théâtrale avec le duo comique italien Ale e Franz (it), retransmise sur Italia 1 sous la forme d'une sitcom hebdomadaire.

## Vie personnelle
Elle a été fiancée avec le footballeur italien Davide Bombardini, avec lequel elle a une fille prénommée Sofia. Séparée de Bombardini, elle a ensuite entretenu une relation avec un présentateur de télévision, Vittorio Brumotti.
Aujourd'hui[Quand ?] elle entretient une relation avec le nageur Filippo Magnini ; ils attendent la naissance d'une fille prévue octobre 2020.